# NGC 1853
NGC 1853 é uma galáxia espiral barrada (SBcd) localizada na direcção da constelação de Dorado. Possui uma declinação de -57° 23' 58" e uma ascensão recta de 5 horas, 12 minutos e 16,0 segundos.
A galáxia NGC 1853 foi descoberta em 4 de Dezembro de 1834 por John Herschel.